# (11622) Samuele
(11622) Samuele (1996 RD4) – planetoida z pasa głównego asteroid okrążająca Słońce w ciągu 4,48 lat w średniej odległości 2,72 j.a. Odkryta 9 września 1996 roku.